# الشيخ ضاهر (اللاذقية)
حي الشيخ ضاهر هو مركز مدينة اللاذقية يضم أهم المكاتب التجارية ويعتبر هذا الحي من أقدم أحياء المدينة يتواجد به جامع المنطقة المشهور جامع العجان تتوسط الحي  مدرسة جول جمال الثانوية الشهيرة والتي تخرج منها الرئيس السوري المجرم حافظ الاسد
العائلات الكبيرة الذي يعتبر أنهم سكان الحي الأصلية اغلبهم : عائلة القصاب , عائلة العطار , عائلة الجعفر, عائلة الفوال , عائلة المصري , عائلة المطرجي والكثير من العائلات المحترمة الشهيرة  